# Elastomeri fluorurati
Gli elastomeri fluorurati (FKM o FFKM) sono dei tecnopolimeri sintetici tailor made utilizzati in applicazioni ad elevata tecnologia, ad esempio nel campo aerospaziale, nelle applicazioni militari, per la fabbricazione di fibre ottiche polimeriche, o come tenute e piping per ambienti particolarmente aggressivi, come le atmosfere di ossigeno, fluoro, idrogeno, acido solfidrico e acidi alogenidrici.
Rispetto alle comuni gomme, essi hanno un'elevata resistenza all'attacco di agenti chimici, ai raggi ultravioletti e agli ossidanti. A seconda del grado cross-linking, possono essere più o meno resistenti alle alte temperature.

## Composizione
I primi elastomeri fluorurati ad essere sviluppati sono stati dei copolimeri fra VDF e HFP.
- VDF abbassa la temperatura di transizione vetrosa, è relativamente poco costoso ma è instabile agli agenti chimici basici (vedi PVDF).
- HFP aumenta la temperatura di transizione vetrosa e il contenuto di fluoro del polimero.

Allo scopo di aumentare la resistenza agli agenti chimici si è aggiunto ancora del fluoro tramite l'inserimento del monomero TFE. L'aggiunta di TFE tuttavia aumenta la percentuale di cristallinità. Superata la soglia del 40% di TFE, il polimero perde le caratteristiche elastomeriche della gomma e assume le caratteristiche di una plastica semirigida.
Per aumentare ulteriormente la resistenza agli agenti chimici è necessario aumentare il contenuto di fluoro del polimero, per cui è stato necessario o eliminare il VDF, creando in tal modo i polimeri detti FEP (TFE + HFP), oppure utilizzare un comonomero diverso dal VDF. Tali comonomeri sono:
- PMVE. In combinazione con HFP e TFE forma dei polimeri chiamati MFA
- PPVE. In combinazione con HFP e TFE forma dei polimeri chiamati PFA

## Vulcanizzazione
È noto che i polimeri fluorurati hanno scarse proprietà meccaniche a causa di interazioni di van der Waals molto deboli. A causa di ciò, è necessario che nel polimero fluorurato sia presente un monomero vulcanizzante o un sito dove è possibile introdurre dei composti che blocchino lo scorrimento delle catene polimeriche.
La vulcanizzazione delle gomme parzialmente fluorurate può avvenire con l'aggiunta di diammine o bisfenoli, i quali reagiscono con il fluoro del polimero e provocano la reazione di cross-link. 
- Bisfenolo AF (para HO-C6H4-C(CF3)2-C6H4-OH ) : reticolazione di tipo anionico con uso di ossido di calcio

 CF2-CH2-CF2-CF(CF3)-CH2-CF2- --CaO--> CF2-CH2-CF=C(CF3)-CH2-CF2-
CF2-CH2-CF=C(CF2)-CH2-CF2- --bisfenoloAF--> CF2-CH2-CF(O-bisfenolo-altracatena)C(CF3)=CH-CF2-
Al polimero è stato aggiunto un idrogenato ed è stato creato un doppio legame sulla catena; questo tipo di gomme non è molto resistente agli agenti chimici. 
Il metodo più moderno per vulcanizzare le gomme fluorurate consiste nell'introdurre, nella fase di polimerizzazione, una piccola quantità di un monomero suscettibile di attacco radicalico. Quando questi siti vengono attivati in presenza di un perossido, si ha la reazione di vulcanizzazione.
- Perfluoro-Bromo-MetilVinilEtere introdotto come comonomero e TAIC (tri-allil-iso-cianurato) usato nella fase di reticolazione di tipo radicalico. È possibile usare questo sistema solo con polimeri tipo HFP-TFE-PMVE o HFP-TFE-PPVE. Si introduce in questo modo un idrogenato nella catena (TAIC) senza però introdurre un doppio legame. Il polimero quindi permane chimicamente attaccabile nella zona del reticolante, tuttavia l'assenza di un doppio legame aumenta di molto la resistenza chimica rispetto all'uso del Bisfenolo AF.

- Trimerizzazione dei nitrili. Nel polimero HFP-TFE-PMVE vengono aggiunge tracce di un comonomero 
CF2=CF-O-CF2-CF2-CN

Condensando tre gruppi polimerici si ottiene più o meno una molecola simile al TAIC di cui sopra ma senza parti idrogenate. Tuttavia, la reazione è lenta e necessita di un catalizzatore.
- Perfluoro-Di-Iodo-PTFE (I-(CF2)n-I) introdotto come comonomero e TAIC aggiunto in fase di reticolazione.

La reazione è di tipo radicalico ma avviene solo sui terminali iodurati della catena del polimero HFP-TFE-PMVE o HFP-TFE-PPVE. Operando con questi reagenti, si ha un polimero ad elevata resistenza chimica ma con una scarsa resistenza meccanica. Allo scopo di ripristinare la resistenza meccanica si deve aggiungere Perfluoro-Br-MetilVinilEtere nella fase di polimerizzazione.
- CH2=CH-(CF2)n-CH=CH2introdotto come comonomero nella polimerizzazione e perfluoro-Di-Iodo-PTFE (I-(CF2)n-I) introdotto in fase di reticolazione.

Si conduce una pre-reticolazione nella fase di polimerizzazione (solo con polimeri HFP-TFE-PMVE HFP-TFE-PPVE).
Quindi il prepolimero ha formula:
I-Rf-CH2-CH(-Rf-I)-(CF2)n-CH(-Rf-I)-CH2-Rf-I
Il quale va vulcanizzato mediante perossidi. In questo modo si ottiene un polimero altamente reticolato ad alta resistenza chimica e meccanica.